# 長命寺 (板橋区)
長命寺（ちょうめいじ）は、東京都板橋区にある真言宗豊山派の寺院。

## 概要
創建年代は不明である。ただ当寺の過去帳の開始年が「承応元年（1652年）」であること、開山の長栄が「寛文10年（1670年）寂」であることから、江戸時代前期には既に存在していたものと推測される。寺の記録が部分的に散逸しているので、歴代住職名や順序などは部分的にしか判明していない。ある時期に「長福寺」と称していたこともあるという。
現在ある本堂は、1782年（天明2年）に建てられたものである。その後、1919年（大正8年）と1960年（昭和35年）に改築されて、現在に至っている。

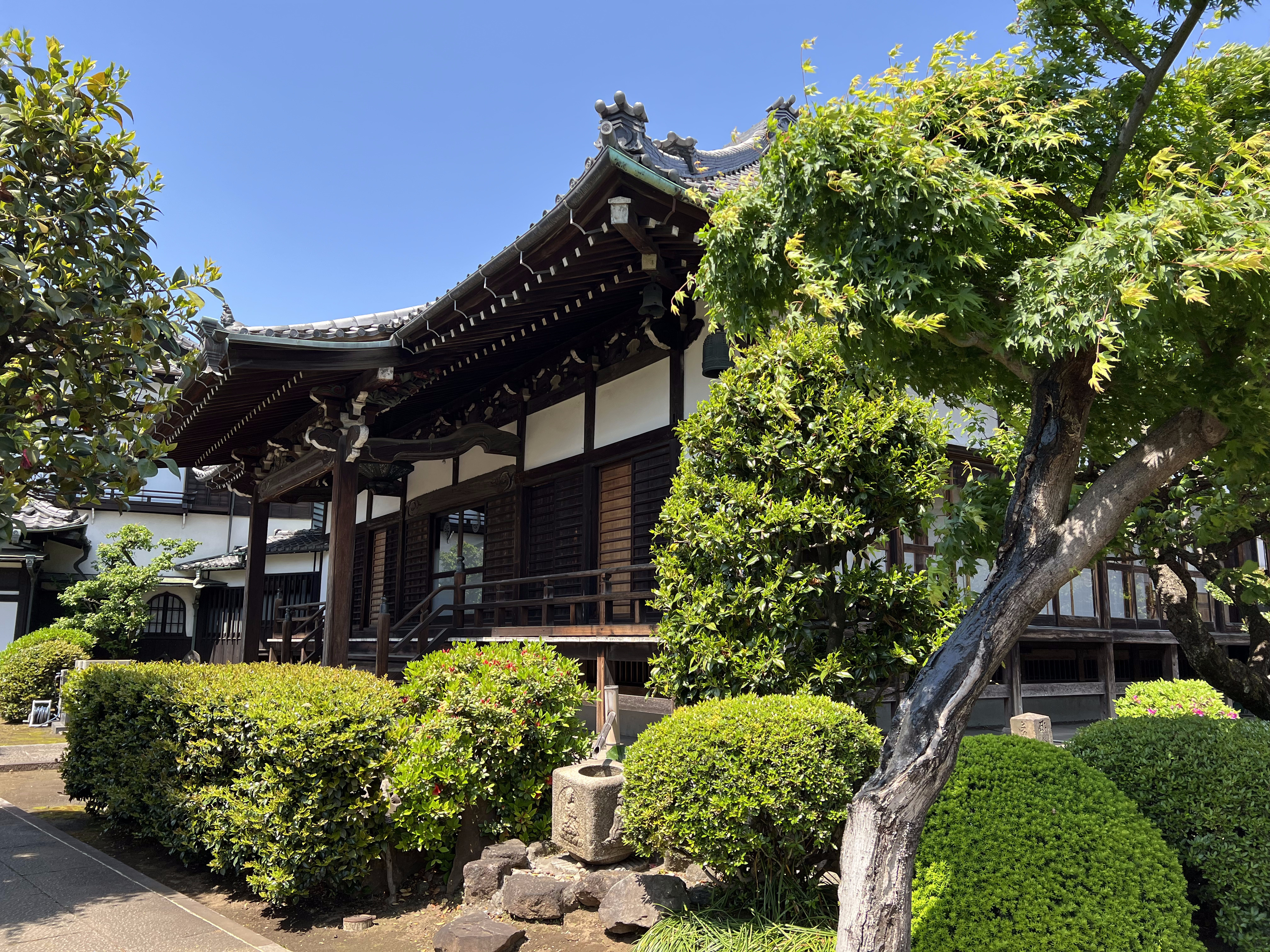
本堂

## 寺宝等
- 薬師如来立像（本尊）
- 正観音立像
- 弘法大師坐像
- 興教大師坐像
- 如意輪観音坐像
- 阿弥陀仏坐像

## 交通アクセス
- ときわ台駅より徒歩11分。